# Вила-Нуне
Вила-Нуне (порт. Vila Nune)  —  населённый пункт и район в Португалии,  входит в округ Брага. Является составной частью муниципалитета  Кабесейраш-де-Башту. Находится в составе крупной городской агломерации Большое Минью. По старому административному делению входил в провинцию Минью. Входит в экономико-статистический  субрегион Аве, который входит в Северный регион. Население составляет 370 человек на 2001 год. Занимает площадь 4,56 км².